# Judith Pipher
Judith Lynn Pipher, nata Judith Lynn Bancroft (Toronto, 18 giugno 1940 – Seneca Falls, 21 febbraio 2022), è stata un'astronoma e fisica statunitense di origine canadese. Professoressa emerita di astronomia all'Università di Rochester, ha diretto l'"Osservatorio C. E. K. Mees" dal 1979 al 1994. Nota per aver dato importanti contributi allo sviluppo di array di rivelatori a infrarossi nei telescopi spaziali.
L'asteroide 306128 Pipher è stato chiamato così in suo onore.

## Biografia
Judith Lynn Bancroft nacque nel giugno 1940 a Toronto, Ontario, da Earl Lester Alexander Bancroft e Agnes May Kathleen (nata McGowan) Bancroft. Nominata Junior Miss Homemaker dell'Ontario quando aveva sedici anni, si diplomò alla Leaside High School nel 1958 e coneguì una laurea in astronomia presso l'Università di Toronto nel 1962. Dopo la laurea, si trasferì nella regione dei Finger Lakes, nello stato di New York, dove insegnò scienze e frequentò la Cornell University. Alla fine degli anni '60, lavorò come studentessa laureata di Martin Harwit su un esperimento di telescopio a razzo criogenico. Ottenne il dottorato di ricerca presso la Cornell University nel 1971. La sua tesi, Rocket Submillimeter Observations of the Galaxy and Background, la portò alla ricerca nei campi nascenti dell'astronomia submillimetrica e dell'infrarosso.

## Carriera e ricerca
Pipher entrò a far parte della facoltà del Dipartimento di Fisica e Astronomia dell'Università di Rochester nel 1971 come istruttore. Dal 1979 al 1994, Pipher fu direttore dell'Osservatorio C. E. K. Mees dell'Università di Rochester e negli anni '70 e '80 effettuò osservazioni dall'Osservatorio aviotrasportato di Kuiper. Pipher e William J. Forrest ottennero risultati promettenti con una serie di rivelatori di antimoniuro di indio (InSb) da 32×32 pixel in un workshop della NASA ad Ames. Riportarono i loro risultati nel 1983. Quell'anno Pipher e i suoi colleghi furono tra i primi a utilizzare una fotocamera a infrarossi per catturare le galassie starburst.
Per i successivi due decenni, Pipher sviluppò array InSb a infrarossi ultrasensibili con l'aiuto del collega William J. Forrest. L'Infrared Array Camera (IRAC) per il telescopio spaziale Spitzer fu lanciata nell'agosto 2003. Lavorò anche con Dan Watson allo sviluppo di array di tellururo di mercurio e cadmio (HgCdTe). La ricerca osservativa di Pipher si concentrò sulla formazione stellare e le soluzioni da lei progettate furono utilizzate per osservare fenomeni astronomici come le nebulose planetarie, le nane brune e il Centro Galattico. Fu autrice di oltre 200 articoli scientifici.
Pipher era membro di un team dell'Università di Rochester che sviluppò il sensore NEOCam, un sensore di luce infrarossa HgCdTe destinato alla Near-Earth Object Camera proposta. Il sensore migliora la capacità di rilevare oggetti potenzialmente pericolosi come gli asteroidi.

## Morte
Morì il 21 febbraio 2022 a Seneca Falls all'età di 81 anni.  Un anno prima, il 18 giugno 2020, nella città di Seneca Falls fu proclamato, in occasione del suo 80º compleanno, il "Dr. Judy Pipher Day".

## Premi e riconoscimenti
- 2002 - Susan B. Anthony Lifetime Achievement Award dall'Università di Rochester nel 2002.
- 2007 - Inserita nella National Women's Hall of Fame[12]  e coinvolta nella sua amministrazione..[13] Un articolo del 2009 sulla rivista Discover indicava che Pipher era "considerata da molti la madre dell'astronomia a infrarossi".[8]
- 2020 - Eletta Legacy Fellow dell'American Astronomical Society.[14]

## Vita privata
Mentre era alla Cornell, Judith incontrò Robert E. Pipher (1934-2007), che le portò quattro figliastri quando la coppia si sposò nel 1965. I Piphers vivevano a Seneca Falls, New York, dove lei era vicepresidente del consiglio di amministrazione del Seneca Museum.